# هولنباخ
هولنباخ (به آلمانی: Hollenbach) یک شهر در آلمان است که در آیشاخ-فریدبرگ واقع شده‌است.